# South Shields
South Shields é uma cidade costeira em Tyne and Wear, Inglaterra, localizada na foz do Rio Tyne para o estaleiro Tyne, e cerca de 7,79 quilômetros de Newcastle upon Tyne. A cidade possui uma população de 82,854 habitantes, e é parte do Distrito metropolitano de South Tyneside, que inclui as cidades ribeirinhas de Jarrow e Hebburn e as aldeias de Boldon, Cleadon e Whitburn. South Shields é representada no parlamento pelo deputado trabalhista Emma Lewell-Buck. Foi representada por toda a década de 2010 por David Miliband.

## Demografia
Antes de 1820, South Shields era uma aldeia predominantemente esparsa e uma economia rural baseada na agropecuária, com construção naval de pequena escala, produção de vidro e processamento de sal ao longo da margem do Rio Tyne. Depois de 1820 e na Revolução Industrial, South Shields expandiu-se em um assentamento urbano construído em torno de construção naval e mineração de carvão. A migração veio do rio Tyne, com outros migrantes do condado rural de Durham, Northumberland, Escócia e Irlanda. A maioria das pessoas que vivem em South Shields são descendentes daqueles que migraram e se estabeleceram na área durante a Revolução Industrial, a fim de trabalhar na expansão de minas de carvão e estaleiros. No final do século XIX, com a marinha britânica precisando de marinheiros, os marinheiros iemenitas britânicos se estabeleceram na cidade, o que resultou nas primeiras raízes da comunidade iemenita britânica na cidade.
| Etnia              | % Ref |       |
| ------------------ | ----- | ----- |
| Britânicos Brancis | 93.3% |       |
| Asiáticos          | 3.2%  |       |
| Negros             | 0.4%  | [ 1 ] |

Em 2011, a população de South Shields era de aproximadamente 83.700 pessoas